# ASB6
ASB6‏ (Ankyrin repeat and SOCS box containing 6) هوَ بروتين يُشَفر بواسطة جين ASB6 في الإنسان.